# 벳푸촌 (야마구치현)
벳푸촌(別府村)은 일본 야마구치현 미네군에 설치되었던 촌이다. 현재의 미네시의 일부에 해당한다.